# エグゼクティブ・コミッティー山脈

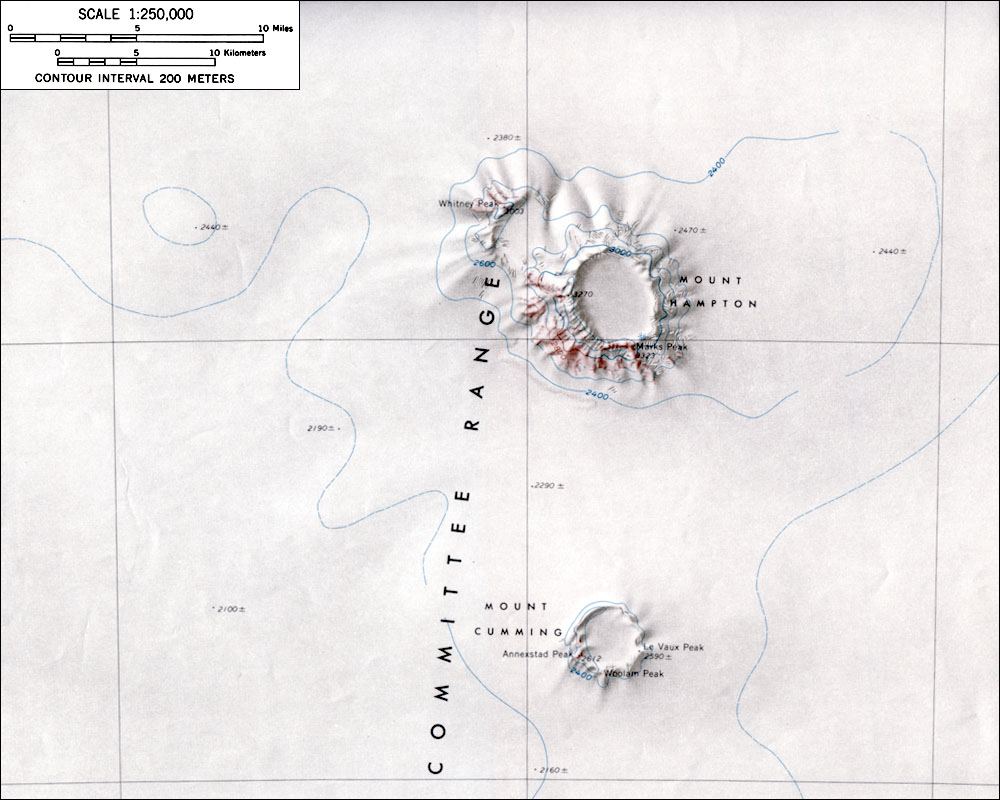
山脈北部の地形図

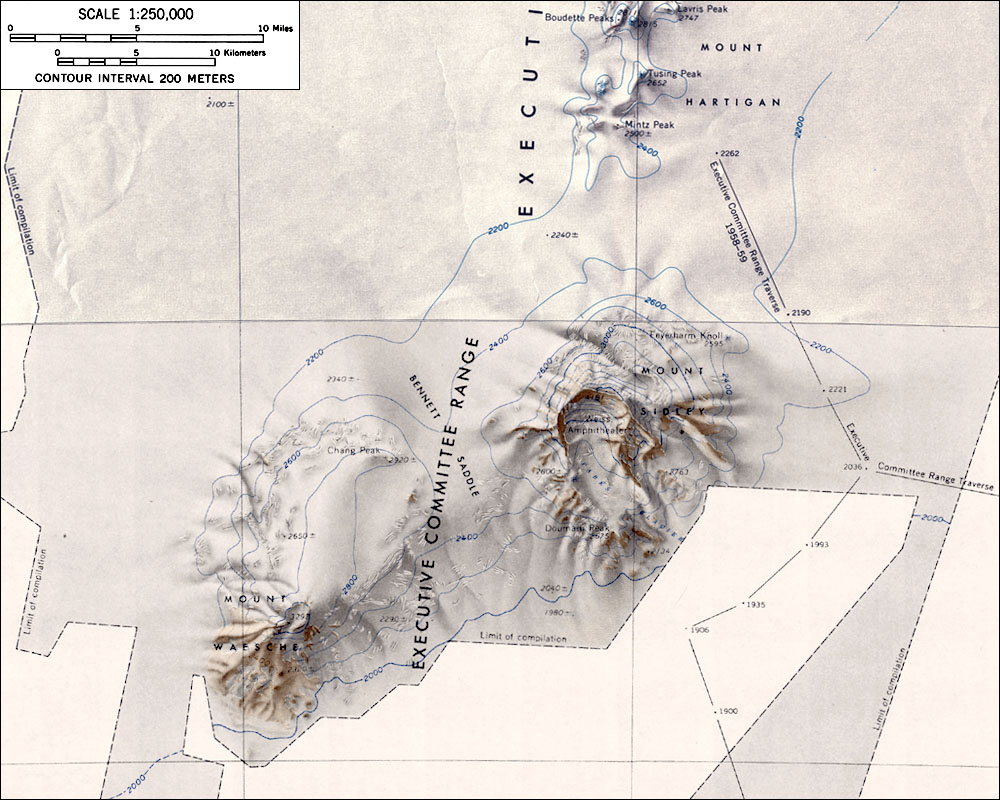
山脈南部の地形図

エグゼクティブ・コミッティー山脈（エグゼクティブ・コミッティーさんみゃく、英: Executive Committee Range）は、南極大陸西南極のマリーバードランドに位置する山脈である。

## 概要
5つの主要な火山が西経126度線の南北に沿って80kmに亘り連なる山脈である。アメリカ合衆国南極事業（現名称：アメリカ合衆国南極プログラム）の飛行調査により1940年12月5日に発見され、同事業の執行委員会の名前を取って命名された。個々の山の名称は、他の山に先立ち1934年にアメリカ合衆国のリチャード・バードが発見したシドリー山を除き、同委員会のメンバーを記念して命名されている。1959年にアメリカ地質調査所が山脈全域を調査し、アメリカ海軍の空撮写真を用いて周辺地域の地図を作成した。

## 構成火山
山脈を構成する火山は北から順に以下のとおりである。
| 名称                 | 標高   | 活動期間 （推定）        | 備考                                                                                      |
| -------------------- | ------ | ------------------------ | ----------------------------------------------------------------------------------------- |
| ホイットニー・ピーク | 3,003m | 1,370万年前〜1,320万年前 | ハンプトン山より北西5kmに位置する最も古い火山。                                           |
| ハンプトン山         | 3,323m | 1,170万年前〜 860万年前  | 活動停止後、空になったマグマ溜まりの崩壊によって幅約6kmの谷型のカルデラが形成されている。 |
| カミング山           | 2,612m | 1,040万年前〜 970万年前  | 最も標高が低く、頂上部は氷床から僅かしか露出していない。                                  |
| ハーティガン山       | 2,815m | 850万年前〜 600万年前    | 二番目に低い火山。カミング山同様、頂上部の露出は少ない。                                  |
| シドリー山           | 4,285m | 570万年前〜 420万年前    | 山脈内及び南極大陸における最高峰の火山。                                                  |
| チャン・ピーク       | 2,920m | 200万年前〜 110万年前    | ウェシュ山の北東に位置する雪に覆われたピーク。                                            |
| ウェシュ山           | 3,292m | 100万年前〜 10万年前     | 最南端の最も若い火山。現在も活動している可能性がある。                                    |

## 火山活動
山脈の火山活動は百万年あたり約9.6kmのペースで南へ移動しており、南へ向かうほど若い火山となっている。2010年から2011年にかけて、シドリー山から南へ55kmの地点において、山脈下における地殻深部のマグマ活動の兆候とみられる深さ25〜40kmを震源とする深部低周波地震の群発地震が観測され、レーダー調査により火山とみられる地形的特徴と、約8,000年前の氷床中部（深さ1,400m）からウェシュ山より供給されたと考えられる顕著な火山灰の層が発見された。これらの状況は、現在もマグマの活動が進行中であり、火山活動が山脈の方向に沿って南方へ移動し続けていることを示している。震源地点における噴火は厚さ1.2〜2kmの氷床を貫通する可能性は低いものの、氷床の移動に大きな影響を与える大量の融解水を生み出す可能性がある。